# 田尾健二郎
田尾 健二郎（たお けんじろう、1944年2月21日 - ）は、日本の裁判官。千葉地方裁判所所長、東京高等裁判所部総括判事、高松高等裁判所長官、広島高等裁判所長官、国家公安委員会委員を歴任。

## 主な担当訴訟
- 東京・埼玉連続幼女誘拐殺人事件の第一審判決（東京地方裁判所） - 1997年4月14日、被告人・宮﨑勤に死刑判決を言い渡した。
- 三島女子短大生焼殺事件の控訴審判決（東京高等裁判所） - 2005年3月29日、一審の無期懲役判決を破棄し、死刑を言い渡した。
- 松文館裁判の控訴審判決（東京高等裁判所） - 2005年6月16日、一審に引き続き被告人の有罪を言い渡したが、量刑についてはやや軽くした。
- 沼津ストーカー殺人事件の控訴審判決（東京高等裁判所） - 2005年12月22日、一審の無期懲役判決を支持し、死刑を求めた検察側の控訴を棄却した[1]。

## 寺西和史との論争
1997年当時、通信傍受法案（盗聴法案）が与党内で協議中であった。同年10月2日付『朝日新聞』読者欄に、寺西和史判事補（当時、旭川地方裁判所）の投書「信頼できない盗聴令状審査」が掲載された。内容は、裁判官による令状審査は「ほとんど、検察官、警察官の言いなりに発付されているというのが現実」であり、令状審査は盗聴の乱用の歯止めにはならないというものだった。
これに対し、田尾は「我々裁判官の令状実務の実態からはほど遠いばかりか、深夜、早朝を問わず真面目にこの仕事に取り組んでいる裁判官、裁判所職員に対する重大な侮辱以外の何ものでもない」（10月8日付「事実に反する令状言いなり」）と反論を投稿した。寺西は「国民の裁判官、ひいては裁判所に対する信頼を損なわせるおそれ」を理由に厳重注意処分を受けた。
ただし、田尾は通信傍受法案の立案に係わっており、いわば直接の当事者であったが、このことは投書では明かしていない。

## 略歴
- 1962年 香川県立丸亀高等学校卒業
- 1965年 司法試験合格
- 1966年
  - 京都大学法学部卒業
  - 司法修習生
- 1968年 東京地方裁判所判事補
- 1971年 青森地方裁判所八戸支部判事補
- 1974年 東京地方裁判所判事補兼東京高等裁判所判事職務代行
- 1977年 高知地方・家庭裁判所判事補
- 1978年 高知地方・家庭裁判所判事
- 1981年 高松地方・家庭裁判所判事兼高松高等裁判所判事職務代行
- 1984年 東京地方裁判所判事
- 1987年 高松高等裁判所判事
- 1988年 高松高等裁判所事務局長
- 1993年 東京高等裁判所判事
- 1994年 東京地方裁判所判事部総括
- 2002年 千葉地方裁判所所長
- 2003年 東京高等裁判所判事部総括
- 2005年12月 高松高等裁判所長官
- 2007年
  - 5月 広島高等裁判所長官
  - 12月17日 依願退官
  - 12月19日 国家公安委員会委員
- 2012年12月18日　任期満了により退任